# 560388 Normafa
560388 Normafa este o planetă minoră (asteroid) din centura de asteroizi. A fost descoperită pe 21 octombrie 2012 la Piszkéstetői Obszervatórium⁠(d) de  și a fost numită după Normafa⁠(d). 
Obiectul prezintă o orbită caracterizată de o semiaxă mare de 3,1380861136317 UAi, o excentricitate de 0,10927003997128, o înclinație de 11,64877145901 ° în raport cu ecliptica.